# Baby Burlesks

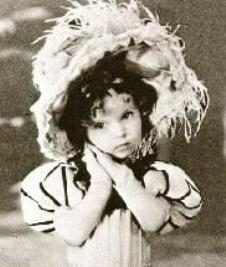
Shirley Temple dans Glad Rags to Riches

Baby Burlesks est le titre d'une série de huit films de fiction américains, produits par Jack Hays pour Educational Pictures (en) et réalisés par Ray Nazarro pour le premier et par Charles Lamont pour les sept autres, sortis en 1932 et 1933.
Les huit films sont des satires sur des grands films, des stars de cinéma, des célébrités et des événements contemporains. Certains de ces films sont parfois racistes et sexistes. La distribution consiste en des enfants d'âge préscolaire, vêtus de costumes d'adultes mais avec cependant des couches attachées avec de grandes épingles de sûreté.
Beaucoup d'enfants-acteurs de la série ont été recrutés à l'école de danse de Meglin à Hollywood. Ces enfants, quand ils ne répétaient pas ou n'étaient pas en tournage de films, étaient envoyés par le studio afin de tourner des publicités pour une variété de produits, dont des céréales de petit déjeuner et des cigares.
La série est notable pour les premières apparitions à l'écran de Shirley Temple, alors âgée de trois ans. Dans son autobiographie de 1988, l'actrice décrit le Baby Burlesks comme « une exploitation cynique de notre enfance innocente » (a cynical exploitation of our childish innocence). Elle a également dit que ces films étaient « les meilleures choses que j'ai jamais faites ».

## Les huit films
1. Runt Page, 11 avril 1932, 10 minutes, parodie de la pièce The Front Page de Ben Hecht, avec Shirley Temple pour sa première apparition à l'écran. Contrairement aux autres films de la série, les voix des enfants sont doublées par des adultes.
2. War Babies (en), 11 septembre 1932, 11 minutes, parodie du film What Price Glory?. Temple parodie Dolores del Rio et prononce ses premiers mots au cinéma : « Mais oui, mon cher ».
3. The Pie-Covered Wagon, 30 octobre 1932, 10 minutes, parodie du western de 1923,The Covered Wagon.
4. Glad Rags to Riches, 5 février 1933, 11 minutes, première fois que Temple fait des claquettes.
5. Kid in Hollywood , 14 mars 1933, 10 minutes, satire d'Erich von Stroheim, le film est considéré comme le meilleur de la série.
6. The Kid's Last Fight, 23 avril 1933, 11 minutes, satire de Jack Dempsey et du monde de la boxe.
7. Polly Tix in Washington, 4 juin 1933, 11 minutes, Temple porte des panties résilles noirs et des soutiens-gorge.
8. Kid 'in' Afric, 6 octobre 1933, 10 minutes.